# Amiota dispina
Amiota dispina är en tvåvingeart som beskrevs av Toyohi Okada 1960. Amiota dispina ingår i släktet Amiota och familjen daggflugor. Inga underarter finns listade i Catalogue of Life.